# Mario Haas
Mario Haas (Graz, 16 settembre 1974) è un ex calciatore austriaco, di ruolo attaccante.
Con lo Sturm Graz, di cui è stato capitano, ha vinto tre campionati, quattro coppe e tre supercoppe d'Austria.

## Carriera

### Club
Cresciuto calcisticamente nello Sturm Graz, ha esordito in Bundesliga nella stagione 1992-1993.
Nel 1999-2000 si trasferì allo Strasburgo, dove giocò un anno. Nel 2000-2001 tornò allo Sturm Graz dove rimase fino al 2005. Nel 2005-2006 andò a giocare con il suo ex-allenatore Ivica Osim in Giappone al JEF United dove collezionò 50 presenze e 11 reti in un anno.
Nel 2006-2007 ritorna ancora allo Sturm Graz. Nel 2010 ha vinto per la quarta volta la ÖFB-Cup col club bianconero, mentre nella stagione 2010-2011 ha conquistato il terzo titolo nazionale.
Si è ritirato dal calcio giocato al termine della partita contro il Wiener Neustadt del 1º dicembre 2012, vinta 3-1 dallo Sturm.

### Nazionale
Ha partecipato ai Mondiali del 1998.

## Palmarès

### Club

#### Competizioni nazionali
- Coppa d'Austria: 4

Sturm Graz: 1995-1996, 1996-1997, 1998-1999, 2009-2010
- Supercoppa d'Austria: 3

Sturm Graz: 1996, 1998, 1999
- Campionato austriaco: 3

Sturm Graz: 1997-1998, 1998-1999, 2010-2011
- Coppa Yamazaki Nabisco: 2

JEF United: 2005, 2006